# Come fu temprato l'acciaio (romanzo)
Come fu temprato l'acciaio (in russo Как закалялась сталь?, Kak zakaljalas' stal') è un romanzo autobiografico dello scrittore ucraino sovietico Nikolaj Ostrovskij (1904 - 1936), pubblicato nel 1932, in lingua russa, in Unione Sovietica. Il romanzo è considerato un classico del realismo socialista sovietico e della letteratura comunista internazionale. L'opera è stata tradotta in molte lingue e più volte ripubblicata.
Il romanzo copre il periodo dal 1917 al 1932 ed è considerato l'elemento centrale di una trilogia narrativa ed elogiativa del comunismo sovietico. È preceduto da La madre di Maksim Gor'kij che riguarda la Rivoluzione Russa del 1905, ed è seguito da La giovane guardia di Aleksandr Fadeev relativo alla resistenza partigiana sovietica contro l'invasore nazista nel 1942-1943.
Pavel (“Pavka”) Korčagin, giovane elettricista e militante della Gioventù comunista, è il protagonista del romanzo.

## Storia editoriale
Il romanzo viene pubblicato per la prima volta, in due parti e a puntate, sulla rivista “Giovane guardia”. La prima parte appare nel 1932; la seconda due anni dopo. L'opera viene pubblicata in un unico volume nel 1936 con ampie revisioni del contenuto, per conformarsi ai canoni del realismo socialista.
Nella versione a puntate, infatti, i rapporti familiari di Pavel sono descritti con molta durezza. La sua sofferenza quando scopre di essere diventato un invalido è profonda e lo indulge a considerare positivamente l'ipotesi del suicidio. Il deterioramento dei rapporti con sua moglie e la loro separazione è descritto con crudezza. Questi elementi scompaiono o vengono smussati nella versione rimaneggiata del 1936.

## Trama
Il romanzo è diviso in due parti. La prima va dall'espulsione da scuola di Pavel Korčagin fino al termine della guerra mondiale e civile, che corrisponde alla fondazione dell'Unione Sovietica, nel 1922. È il periodo della guerra di Pavel e dei bolscevichi contro i nemici esterni, appartenenti ad altri stati e partiti. Il secondo periodo va dal 1922 al 1932 e riguarda la maturità di Pavel nella ricostruzione di un paese distrutto, compresa la nuova guerra della maggioranza del partito contro i nemici interni, cioè la minoranza trotskista, i Nepman arricchiti dalla nuova politica economica, la spietatezza della natura e i residui della mentalità reazionaria tra la popolazione.

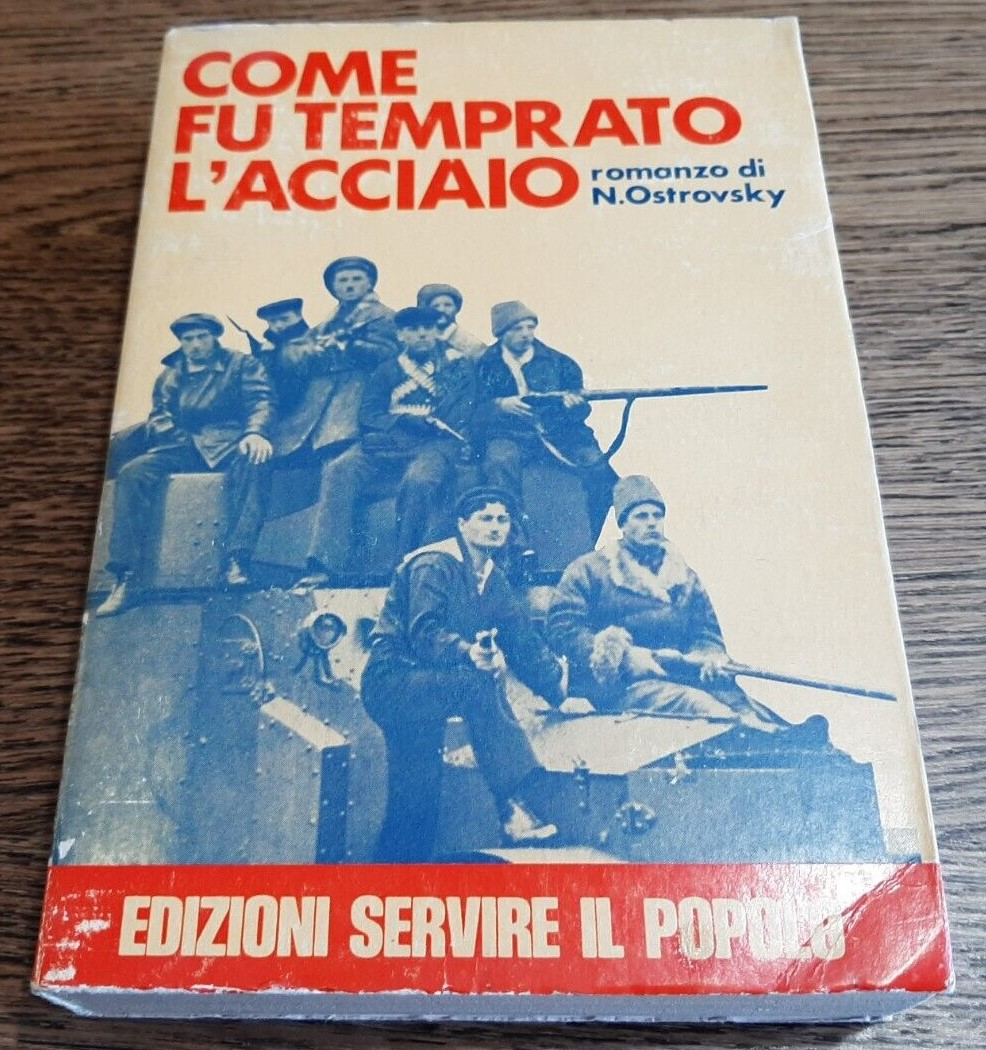
Copertina dell'edizione italiana del 1971, Edizioni Servire il Popolo.

Nel 1917, Pavel Korčagin, detto Pavka, ha dodici anni e vive a Šepetivka, una cittadina di alcune decine di migliaia di abitanti, sede di un importante nodo ferroviario nell'area nord-occidentale dell'attuale Repubblica Ucraina. Entra in contrasto con l'insegnante di religione, che lo picchia e lo fa espellere dalla scuola. Il ragazzo va a lavorare come lavapiatti tuttofare nel ristorante della stazione ferroviaria, una piccola azienda con una trentina di dipendenti, tra cuochi, sguattere e camerieri.
Il lavoro di Pavel consiste nello spaccare la legna, mantenere il fuoco vivo sotto il pentolone dell'acqua bollente, lavare le posate, scaricare i rifiuti per sei giorni alla settimana in cambio di otto rubli al mese. Il lavoro è sfibrante, frenetico, a ciclo continuo, salvo tre ore di minor attività durante la notte. Nella vita al ristorante, Pavka matura la sua opposizione alle ingiustizie, assieme all'attaccamento al lavoro e all'indignazione per la corruzione morale.
Sono i camerieri a farla da padroni nel ristorante. Oltre allo stipendio, guadagnano anche quaranta rubli di mance al giorno. È cinque volte quello che Pavka guadagna in un mese ed è poco meno di quanto suo fratello maggiore, Artëm, guadagna come operaio al deposito ferroviario. I camerieri sono persone viziate, nelle pause dal lavoro giocano a carte cifre spropositate. Picchiano gli sguatteri che sbagliano. Costringono le ragazze ad andare a letto con loro. Uno dei camerieri fa il protettore di una ragazza e la affitta ai passeggeri in transito per trecento rubli, di cui ne trattiene l'ottanta per cento.
Pavka rimane due anni a lavorare nel ristorante. In questo periodo incontra per la prima volta la politica. Il proprietario del chiosco dei giornali viene arrestato. Pavka raccoglie informazioni e si fa una semplice idea: “Se qualcuno va contro lo zar, questa la chiamano politica”. Il ragazzo riesce a mantenere il posto, nonostante le tensioni coi camerieri, grazie alla “sua inesauribile capacità di lavoro”; una caratteristica essenziale del modello umano canonizzato dal realismo socialista. Ma un giorno, per sostituire un garzone che non si è presentato al lavoro, si addormenta in cucina, lasciando aperto il rubinetto dell'acqua. Allagamento, botte dal capocameriere, licenziamento.
Suo fratello Artëm, dopo aver dato una lezione al capocameriere, lo presenta a Fedor Zuhraj, un marinaio della flotta del Baltico che lavora alla centrale elettrica della cittadina. Al marinaio, segretamente membro del partito bolscevico, piace l'atteggiamento ribelle del giovane e lo presenta al direttore della centrale elettrica. Il quattordicenne Pavka viene quindi assunto: aiuto-fuochista elettricista. Intanto, in Russia, studenti e soldati armati, sotto la guida dei menscevichi e dei bundisti, depongono lo zar.
In questo periodo, Pavel conosce la studentessa ginnasiale Tonja Tumanova. I due giovani nonostante le differenze sociali, si innamorano l'uno dell'altra. Ma è un rapporto difficile, contrastato, avvelenato dal clima d'odio della guerra civile.
A Pavka, il cambio di governo non sembra portare significativi miglioramenti. Le parole d'ordine del nuovo governo - libertà, eguaglianza, fratellanza - gli paiono vuote di significato. I padroni sono sempre gli stessi. I poveri sempre poveri. Nella cittadina arriva un reggimento di cavalleria della Guardia, i cui ufficiali sono nobili. La guerra continua. Dopo qualche settimana, alla stazione di Šepetivka cominciano ad arrivare dal fronte soldati disertori, organizzati in gruppi, che difendono con le mitragliatrici il proprio ritorno a casa. Portano delle coccarde rosse al petto, sono i bolscevichi.
Šepetivka viene occupata e disoccupata più volte: dai tedeschi, dai bolscevichi, dai nazionalisti ucraini, dai polacchi. Pavka partecipa alla guerra mondiale e civile con scioperi che rallentano gli spostamenti degli avversari. Ospita nella centrale elettrica un gruppo di ebrei fuggiti di misura a un pogrom perpetrato dai nazionalisti ucraini.
Un giorno, Pavka si trova di fronte il bolscevico Zuhraj, che un soldato nazionalista ucraino sta portando in galera. Il giovane salta addosso al soldato e libera l'amico. Ma viene riconosciuto e deve scappare.
Pavel combatte con diverse formazioni partigiane e regolari, prima a piedi, poi a cavallo. Riesce infine ad arruolarsi nella famosa Prima armata a cavallo di Budënnyj, che scende dal Caucaso e caccia i polacchi dall'Ucraina. Già ferito in precedenza a una gamba e colpito dal tifo, Pavka viene gravemente colpito dalle schegge di una granata. A diciassette anni finisce in coma all'ospedale, un mese tra la vita e la morte. A fatica si ristabilisce, ma perde l'occhio destro.
Con la firma del Trattato di pace con la Polonia, la città di Šepetivka è assegnata all'Ucraina sovietica. Pavka passa a salutare la famiglia e poi si stabilisce a Kiev, capitale dell'Ucraina. Qui finisce la prima parte del romanzo.
Con la fine della guerra civile, inizia anche per Pavka una nuova epoca. Vuole studiare e fare carriera nel partito, ma la salute non gli dà energie sufficienti a svolgere il lavoro politico a livello distrettuale o nazionale. Gli offrono una pensione d'invalidità, ma il giovane la rifiuta. Cerca di trovare una nuova identità.
Con l'avvicinarsi dell'inverno si preannuncia una situazione catastrofica: manca il legname, unica fonte d'energia del distretto. I dirigenti politici decidono di costruire a tempo di record una linea ferroviaria che colleghi la foresta alla stazione. È un'impresa quasi disperata. Alla fine il piano riesce. È in questa occasione che vengono pronunciate le parole che genereranno il titolo del romanzo. Il marinaio Zuhraj, capo di una squadra di lavoro, sta valutando con il capocantiere Tokarev l'eventualità di tenere un comizio per spingere gli operai allo sforzo finale. Zuhraj guarda “lo scintillio delle vanghe, le schiene piegate in uno sforzo intenso” e dice al capocantiere: «Non c'è bisogno di un comizio. Non c'è nessuno da convincere. Avevi ragione, Tokarev, quando hai detto che sono eroici. È qui che si tempra l'acciaio».
L'impresa è riuscita, ma la salute di Pavka ne esce definitivamente compromessa. Per un periodo torna a Šepetivka al deposito ferroviario. Il direttore del deposito, che è anche il segretario dei lavoratori comunisti, pensa che Pavka sia tornato per prendere il suo posto e reagisce con attacchi politici. Pavka deve difendersi. È debole ma riesce ad organizzare i giovani operai del suo reparto per pulire i locali. Prende posizione contro il lassismo nel presentarsi al lavoro e nell'uso dei macchinari. In questa sua lotta moralizzatrice si scontra più in generale contro gli oppositori di sinistra, i trotskisti, quali il direttore del deposito e il suo amico di un tempo Dimitri Dubava, diventato un ubriacone che convive con una prostituta.
Pavel Korčagin diffida anche degli oppositori di destra, cioè la classe media emersa con la Nep, la Nuova politica economica di mediazione coi contadini e con la piccola proprietà capitalistica. Mentre partecipa a una festa nel sanatorio, un gruppo di Nepman, uomini della Nep, sta per lanciarsi in uno scatenato foxtrot. Un giovane paziente li blocca urlando di farla finita con la prostituzione. Pavka approva. Le danze giuste sono quelle tradizionali russe. Lo strumento appropriato è la fisarmonica, che Pavel sa ben suonare. Nelle campagne dovranno tornare il collettivismo e le requisizioni forzate. Pavka è allineato al realismo socialista e alla politica di Giuseppe Stalin.
Con l'aggravarsi della malattia, la volontà di vivere di Pavka assume toni eroici. Alla fine, mentre avanzano cecità e paralisi, il ventenne rivoluzionario accetta la pensione d'invalidità. Si fa costruire una radio per aumentare via audio i contatti col mondo. Decide di dare il proprio contributo alla causa raccontando la propria avventurosa storia. Per continuare a scrivere, nonostante la perdita della vista, usa come fogli dei cartoni ondulati che gli permettono di tenere il testo su una riga. Poi trova una segretaria a cui dettare il testo.
In questo periodo conosce e sposa Taja Kjutzan, una cameriera più giovane di lui, che introduce alla militanza politica e alla carriera nel partito. Si spostano a Mosca, coi trentadue rubli al mese della pensione di Pavel e il salario di Taja.
Tutte le energie di Pavka, il senso stesso della sua vita si condensa nell'impresa della stesura del libro, che con gran fatica, completa e spedisce. La storia termina con l'arrivo di un telegramma del Comitato regionale del partito “Il romanzo calorosamente approvato e dato alla stampa. Congratulazioni per la vittoria”.

## Personaggi principali
- Pavel (Pavka) Korčagin – Protagonista del romanzo. Vive a Šepetivka. Ha sedici anni quando i bolscevichi prendono il potere. Combatte tutta la guerra civile (1918-1921) dalla parte dei rossi. Ha molte caratteristiche dell'eroe positivo del realismo socialista. È l'uomo nuovo della prima società comunista realizzata al mondo.
- Tonja Tumanova – Figlia del capoguardiaboschi. È bella, ricca, colta e sofisticata. Non discrimina i ragazzi poveri. Si innamora di Pavel, ma poi ognuno torna alla sua classe sociale e lei sposa un ingegnere.
- Fedor Zuhraj – Marinaio della flotta del Baltico, bolscevico dal 1917, l'organizzatore del partito clandestino nella cittadina di Šepetivka, occupata da tedeschi, nazionalisti ucraini, polacchi. Trova lavoro a Pavel. Gli insegna il mestiere dell'elettricista, a tirare boxe all'inglese e lo recluta al Komsomol, l'organizzazione giovanile dei bolscevichi.
- Artëm Korčagin – Fratello maggiore di Pavel. Lo protegge e collabora, da non iscritto, alla lotta dei bolscevichi. Si iscrive al partito d'impulso, alla morte di Lenin, nel 1924.
- Marija Jakovlevna – Madre di Pavel e Artëm Korčagin.
- Serëza Bruszak – Compagno di scuola, amico, compagno di lotta e di partito di Pavka.
- Dolinnik – Falegname dello zuccherificio, vecchio bolscevico, presidente del Comitato rivoluzionario, il Revkom, di Šepetivka
- Taja Kjutzan – Cameriera, conosce e sposa Pavka dopo la fine della guerra civile, diventa membro del partito e si trasferisce con lui a Mosca
- Dimitri (“Mitjaj”) Dubava – Compagno e amico di Pavka, poi passa all'opposizione trotskista degradando moralmente, ubriaco fin dalla mattina e convivente con una prostituta

## Riferimenti all'Italia
Pavel Korčagin, nel romanzo, fa riferimenti a due eccellenze italiane: Garibaldi e il clima mediterraneo.
E quando la bella Tonja gli chiede:
Così Pavel, con due promesse azzardate, rassicura la madre tremante dal freddo: 

## Edizioni italiane
- Nikolaj Ostrovskij, Come fu temprato l'acciaio, Milano, La Nuova Biblioteca, 1945,  p. 406.
- Nikolaj Ostrovskij, Come fu temprato l'acciaio, Milano, Mondadori, 1949,  p. 380.
- Nikolaj Ostrovskij, Come fu temprato l'acciaio, Milano, Servire il popolo, 1971,  p. 431.
- Nikolaj Ostrovskij, Come fu temprato l'acciaio, Milano, PGreco, 2016,  p. 423, ISBN 978-88-6802-163-4.
- Nikolaj Ostrovskij, Come fu temprato l'acciaio, Roma, Red Star Press, 2016, ISBN 978-88-6718-116-2.

## Trasposizioni
Dal romanzo è stato tratto nel 1942 il film Come fu temprato l'acciaio (Kak zakaljalas' stal'), diretto da Mark Donskoj.